# Ordre de la rose blanche (bourse)
L'Ordre de la rose blanche est une bourse de 30 000 $ CAN remise annuellement par l'École polytechnique de Montréal à une étudiante canadienne en génie pour lui permettre d'accéder aux cycles supérieurs en génie dans une université canadienne de son choix ou ailleurs dans le monde.
Cette bourse, créé à l’occasion du 25e anniversaire de la tuerie de l'École Polytechnique de Montréal, survenue le 6 décembre 1989, est décernée lors de la Semaine de la rose blanche. Elle rend hommage aux 14 femmes abattues et aux autres victimes de la tragédie.

## Lauréates
- 2023 - Zhouhang Dai[4]
- 2022 - Sophia Roy[5]
- 2021 - Willow Dew[6]
- 2020 - Brielle Chanae Thorsen[7],[8]
- 2019 - Édith Ducharme[9],[10]
- 2018 - Viviane Aubin[11],[12]
- 2017 - Ella Thomson[13],[2]
- 2016 - Liane Bernstein[14],[15]
- 2015 - Tara Gholami[16],[17]